# Лусаї
Лусаї (пом. 1433) — восьмий правитель королівства Лансанг.
Зійшов на престол 1432 року після втечі свого брата, короля Кхам Там Са, який, довідавшись про змову проти нього, був змушений перебратись до Сіаму. Його правління тривало лише шість місяців, після чого Лусаї, дізнавшись, що на його життя готується замах, скоїв самогубство.
Хроніки, в яких згадується Лусаї, належать до старовинних анналів королівства Лансанг, держав Ланна, Аюттхая та Бірма, й усі вони суперечать одне одному. Зокрема хроніки Лансангу перекладались іншими мовами та тлумачились по різному, що спричинило дискусії з приводу правдивості тих історичних джерел. Більшість дослідників вважають, що до оригінальних текстів навмисне вносились зміни, щоб не висвітлювати ті чи інші події з метою возвеличення власної держави. Окрім того, дослідникам вкрай важко встановити хронологію та чітку послідовність подій і правителів у той період історії королівства Лансанг. Тому події та дати біографії Лусаї не можуть бути цілком достовірними.

## Біографія
Був старшим сином короля Самсенетаї, але свого часу погодився на те, щоб після смерті батька трон Лансангу зайняв один з його молодших братів, принц Лан Кхам Денг. Пізніше Лусаї обіймав посаду губернатора провінції Муангкапонг (сучасний Тхакхек). Зайняв трон 1432 року, успадкувавши від свого брата країну, що перебувала в глибокій кризі, спричиненій постійною боротьбою за владою й інтригами куртизанки Магадеві, яка набувала все більшого впливу при дворі. Остання фактично керувала країною за формального правління Лусаї, окрім того вона була ініціаторкою вбивств королів Пхомматата, Юкхона та Хон Кхама. На життя короля Кхам Там Са також готувався замах. Але той зумів урятуватись, втікши зі столиці та з країни, та знайшовши притулок у Сіамі.
Лусаї став королем за прямою вказівкою Магадеві, яка планувала зробити з нього маріонетку, однак, коли той почав перешкоджати її планам здобути абсолютну владу, вирішила прибрати його. Королю вдалося викрити змову проти себе, але запізно, тому він 1433 року покінчив життя самогубством, наклавши на себе руки у садах королівського палацу. Таким чином його правління тривало лише близько шести місяців. Після смерті Лусаї знать обрала новим володарем іншого члена королівської родини, принца Кхаї Буа Бана.

## Боротьба за владу
Жага Магадеві до абсолютної влади стала причиною постійних інтриг і змов при дворі Лансангу, а також спричинила численні вбивства його королів. Як наслідок, країна перебувала у глибокій кризі. Близько 1440 року, коли Магадеві було вже понад 90 років, вона мала шанс стати першою жінкою-правителькою Лансангу. Втім знать об'єдналась і вирішила покласти край її свавіллю: Магадеві було вбито разом з її молодим чоловіком, а державу тимчасово очолила рада, що складалась із представників духовенства.
Одночасно державу роздирали протистояння між фракцією, що підтримувала зв'язки з сіамською державою Аюттхая, з одного боку, та фракцією, що залежала від Кхмерської імперії, з іншого. Перша з тих фракцій утворилась від самого початку заснування королівства Лансанг, коли його засновник Фа Нгум одружився з дочкою правителя Аюттхаї Рамадіпаті. Ця партія знайшла підтримку серед аристократів, відданих традиції мандала, що її започаткував у своїй державі Фа Нгум. Інша фракція була тісно пов'язана з кхмерським імператорським двором, який відіграв надважливу роль в об'єднанні лаоських земель та заснуванні королівства Лансанг. Деякі дослідники вважають, що саме конфлікт між тими двома фракціями призвів до повалення та заслання з країни її засновника, короля Фа Нгума 1372 року.